# مکس رایشنبرگر
مکس رایشنبرگر (انگلیسی: Max Reichenberger؛ زادهٔ ۲۴ ژانویهٔ ۱۹۴۸) بازیکن فوتبال اهل آلمان است.
از باشگاه‌هایی که در آن بازی کرده‌است می‌توان به باشگاه فوتبال مونیخ ۱۸۶۰ اشاره کرد.